# Winter Carols
Winter Carols – szósty album studyjny Blackmore’s Night wydany 7 listopada 2006 roku. Na okładce znajduje się obraz przedstawiający fragment miasta Rothenburg ob der Tauber w Niemczech.

## Lista utworów
1. "Hark the Herald Angels Sing/Come All Ye Faithful"
2. "I Saw Three Ships"
3. "Winter (Basse Dance)"
4. "Ding Dong Merrily on High"
5. "Ma-O-Tzur"
6. "Good King Wenceslas"
7. "Lord of the Dance - Simple Gifts"
8. "We Three Kings"
9. "Wish You Were Here"
10. "Emmanuel"
11. "Christmas Eve"
12. "We Wish You a Merry Christmas"